# Лалитпур (Непал)
Лалитпур (लालितपुर) или Патан (पातन) — второй по численности населения город в Непале.
Лалитпур находится по южную сторону реки Багмати от Катманду, объединяясь с Катманду в конгломерат. Основное население — неварцы. Патан считается одним из самых красивых городов мира из-за огромного количества достопримечательностей. Поэтому название города Лалитпур, принятое официально в настоящее время, означает город красоты.

## История
Точных данных, когда образовался город Патан, не обнаружено. История известна лишь эпизодами. По легендам здесь был ещё Будда и его ученик Ананда.
Около 250 до н. э. индийский царь Ашока (завоевавший огромные территории и внедривший буддизм) обосновался здесь, построив с четырёх сторон ступы с надписями.
В 1000 году население Патана составляло около ста тысяч человек, тогда это был одним из самых больших городов мира.
Расцвет Патана пришёлся на XVI—XVIII века во время правления неварской династии Малла.
После падения династии город частично пришёл в упадок, однако туристов до сих пор поражает изысканность и многообразие храмов, пагод, дворцов, украшениями домов и резьбой. Патан всегда был центром неварских художников, архитекторов, ювелиров, ремесленников, создавших утончённые образцы искусства.

## Достопримечательности
- Площадь Дурбар, где расположен Королевский дворец и большое количество пагод и храмов.
- Королевский дворец на площади Дурбар и двор, где проживает богиня Кумари.
- Хиранья Варна Маха Вихар, или золотой храм тысячи Будд XII века.
- Храм Кумбешвар, пятиярусная пагода XIV века, посвящённая Шиве.
- Храм Махабодхи, изящный храм XVI века, построенный наподобие храма Махабодхи в Бодх-Гае (Индия).
- Рудра Варна Маха Вихар, изысканный буддийский храм.
- Ступы короля Ашоки.

## Галерея

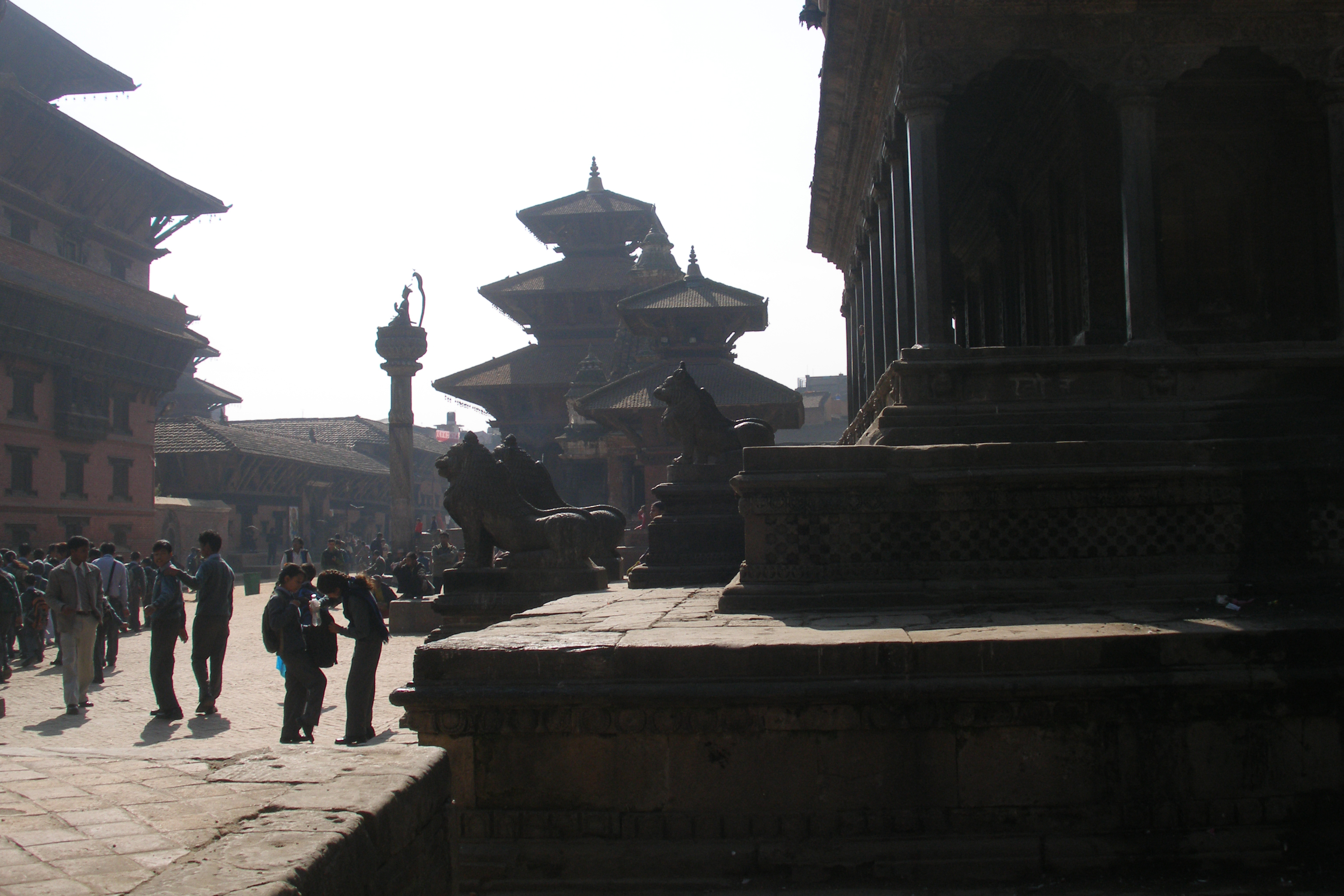
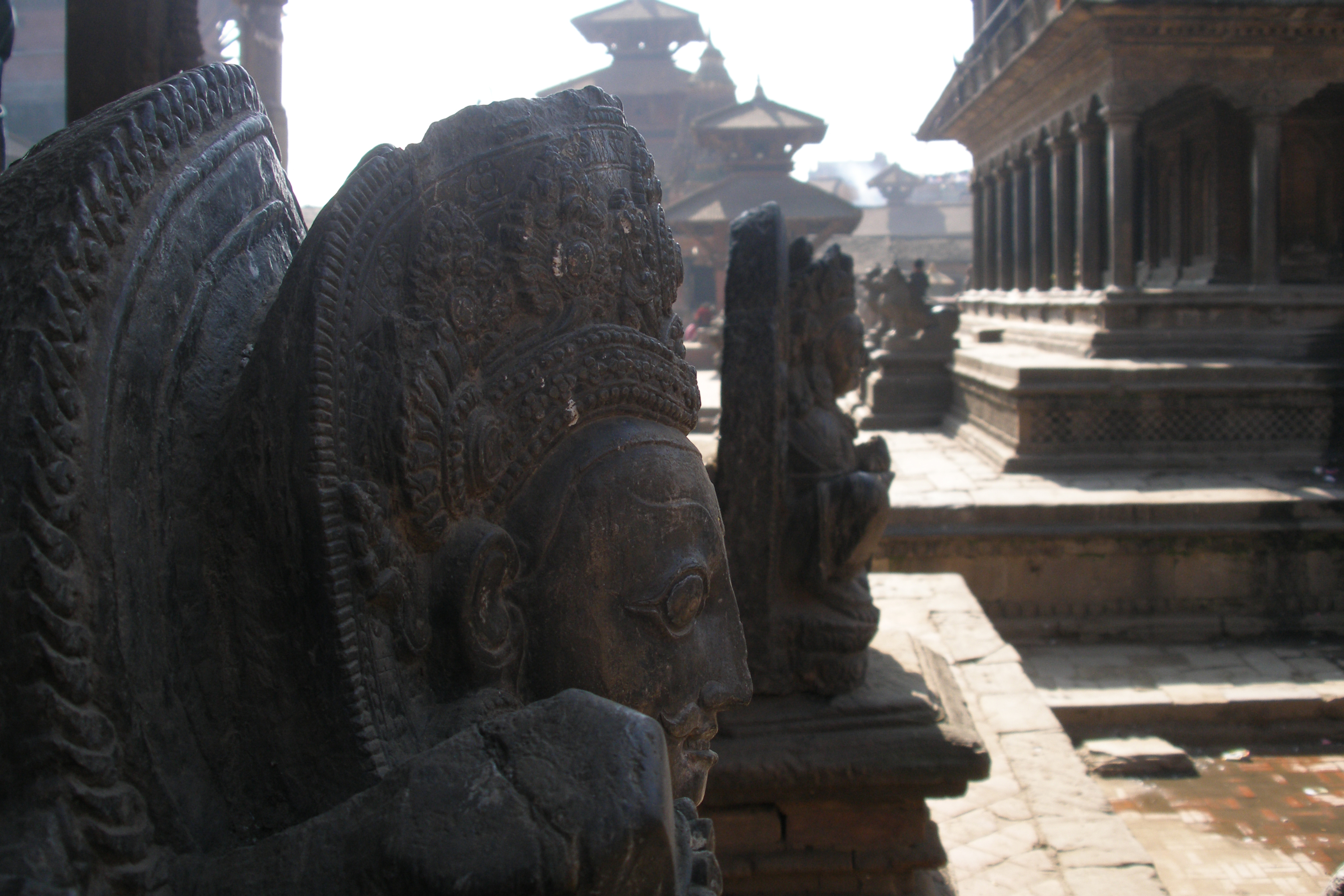
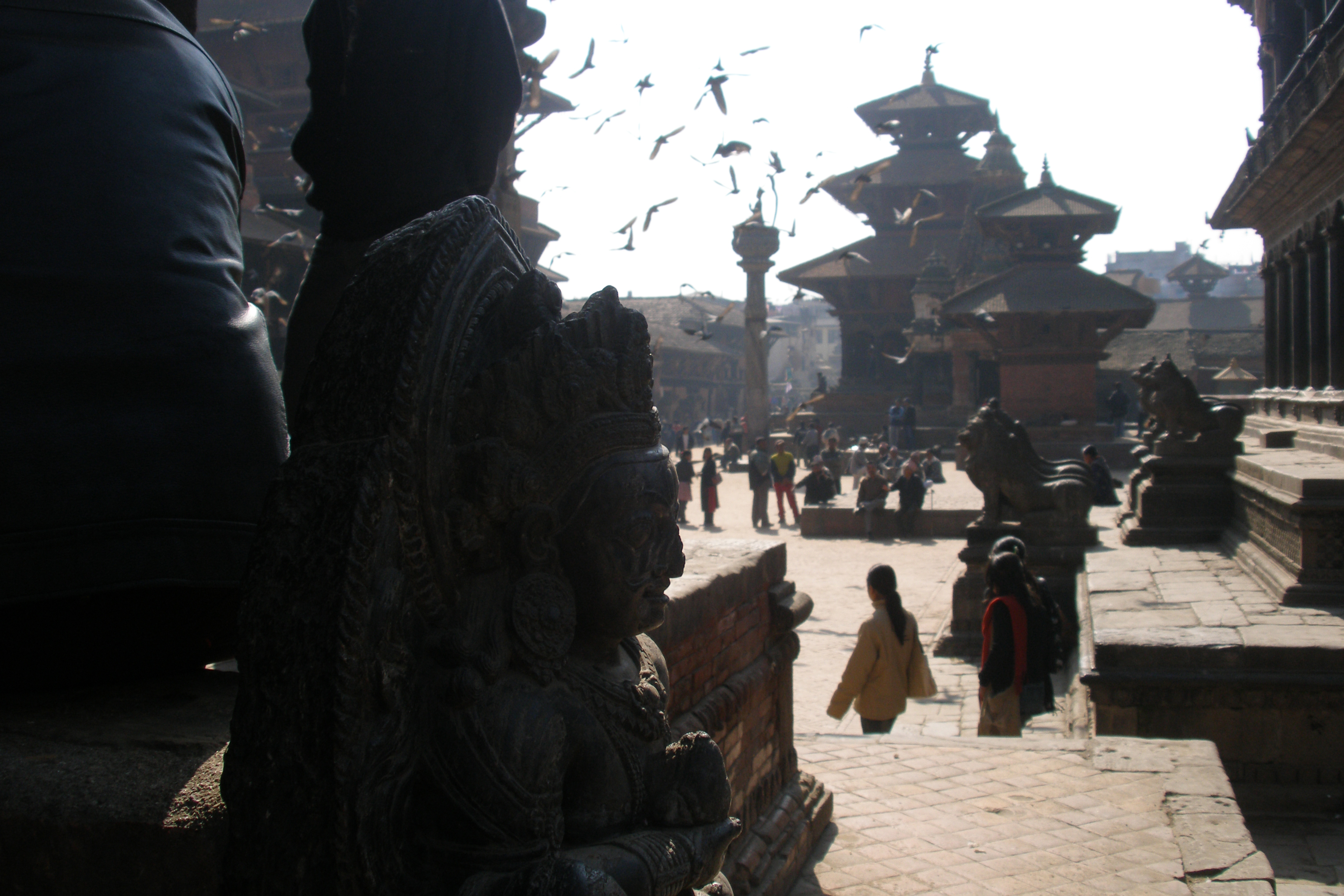
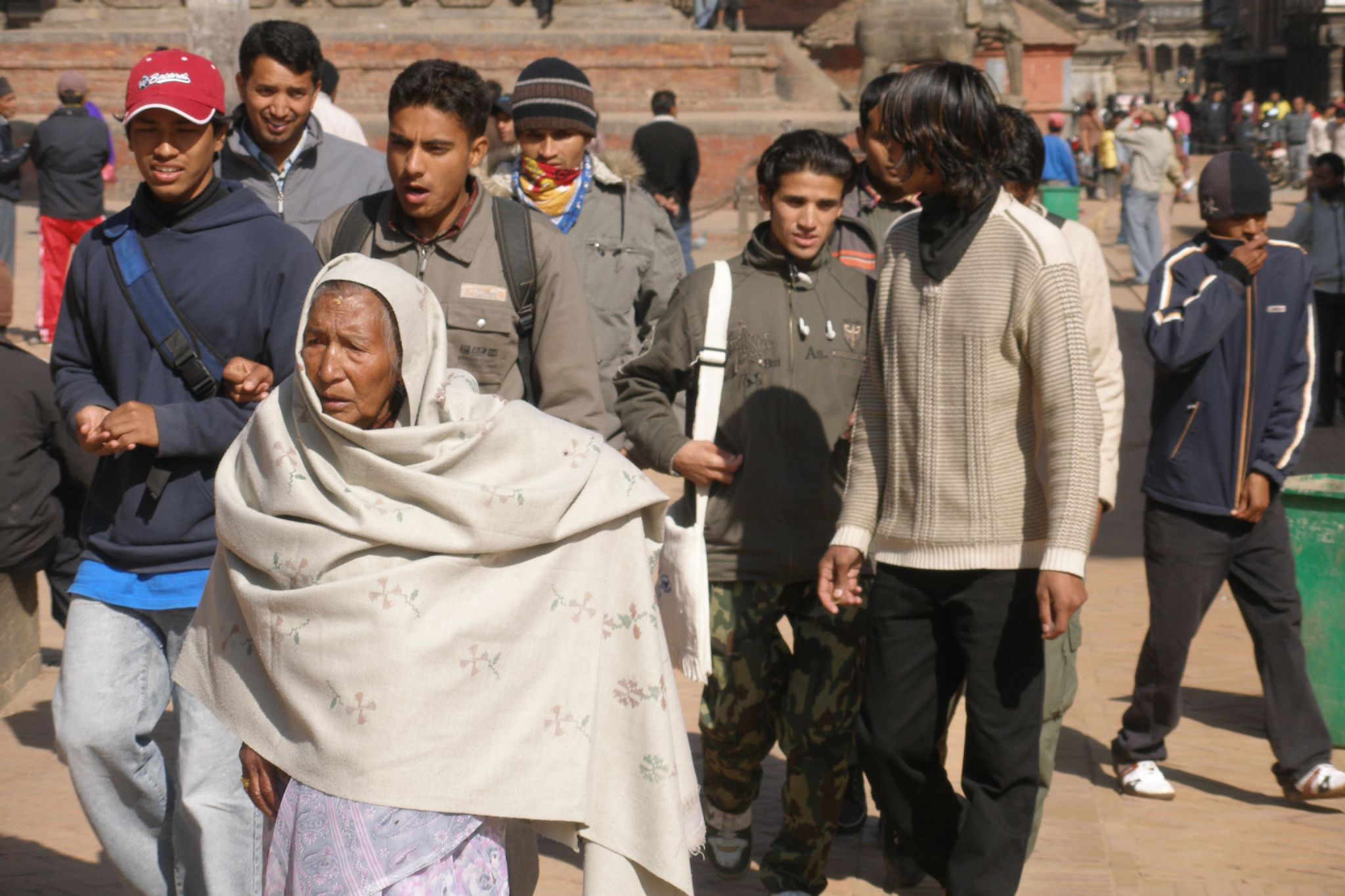
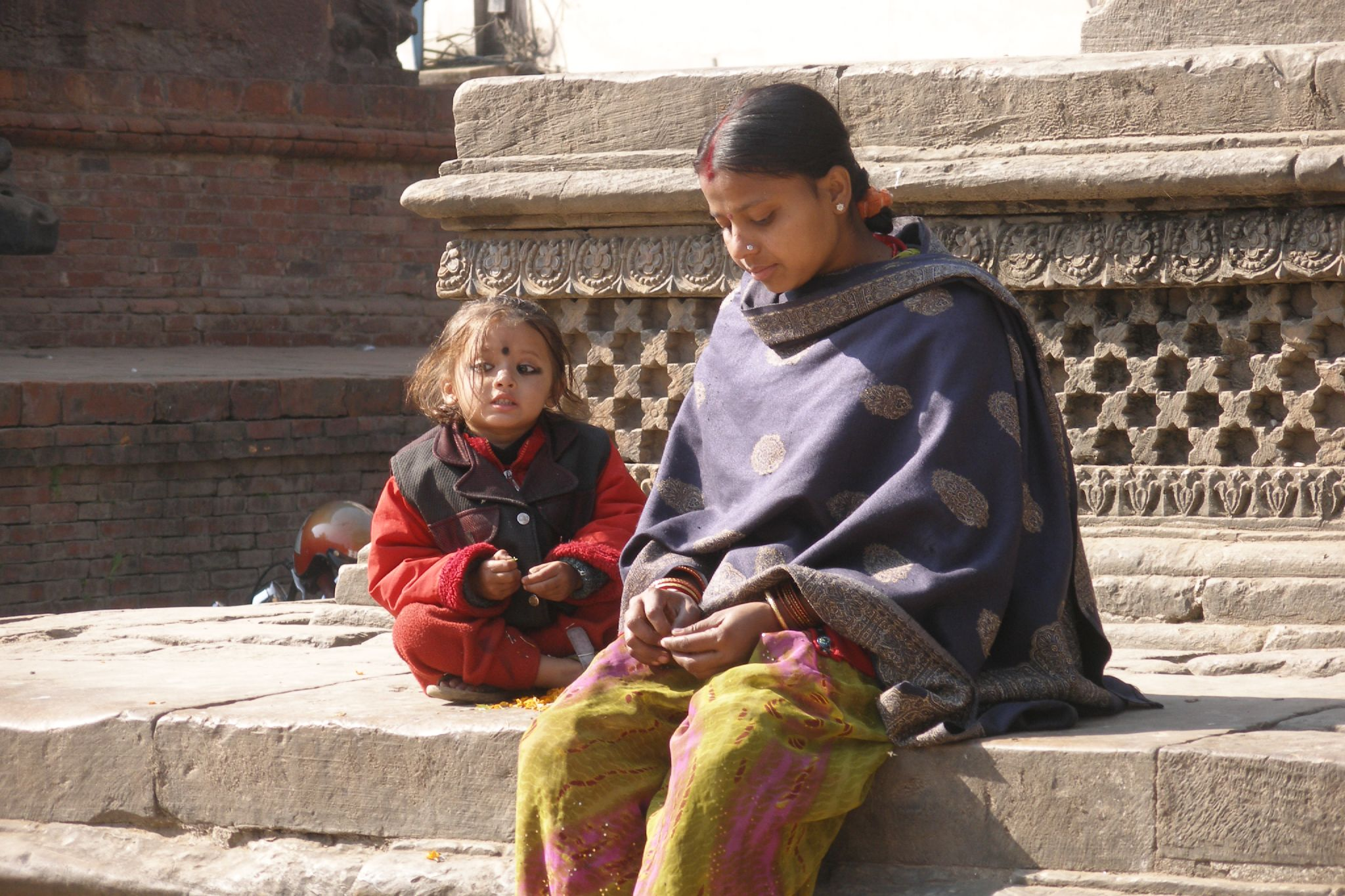
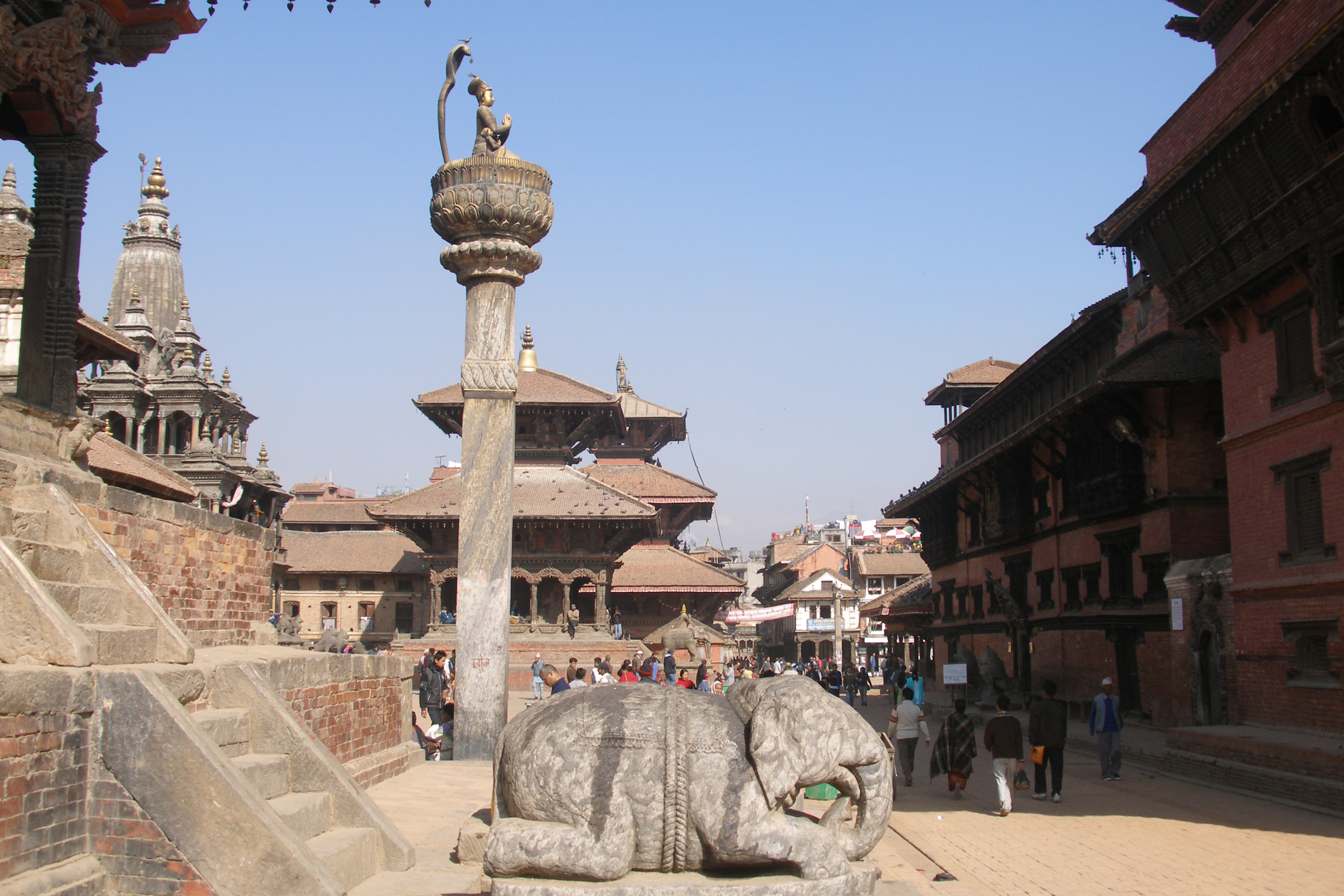
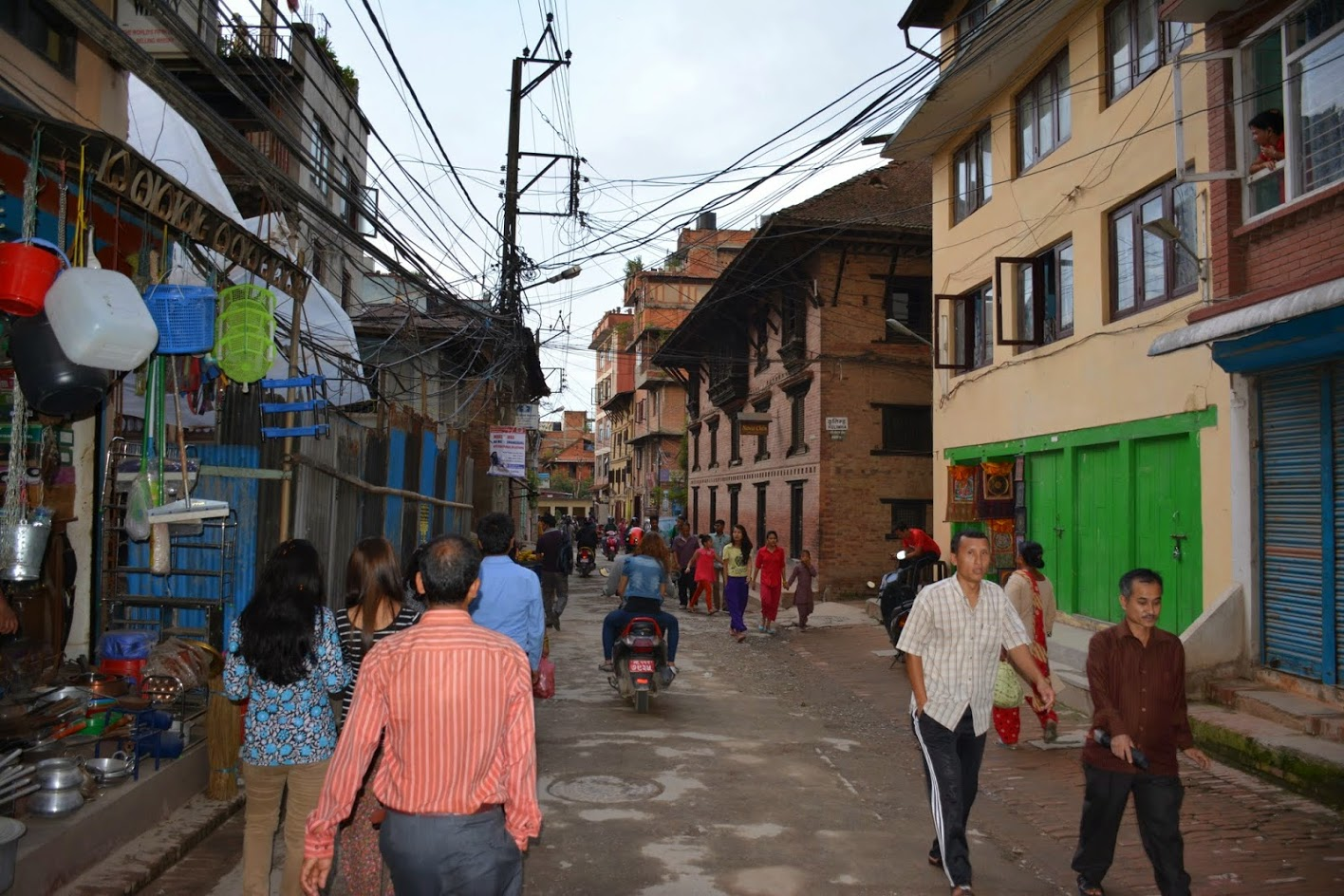
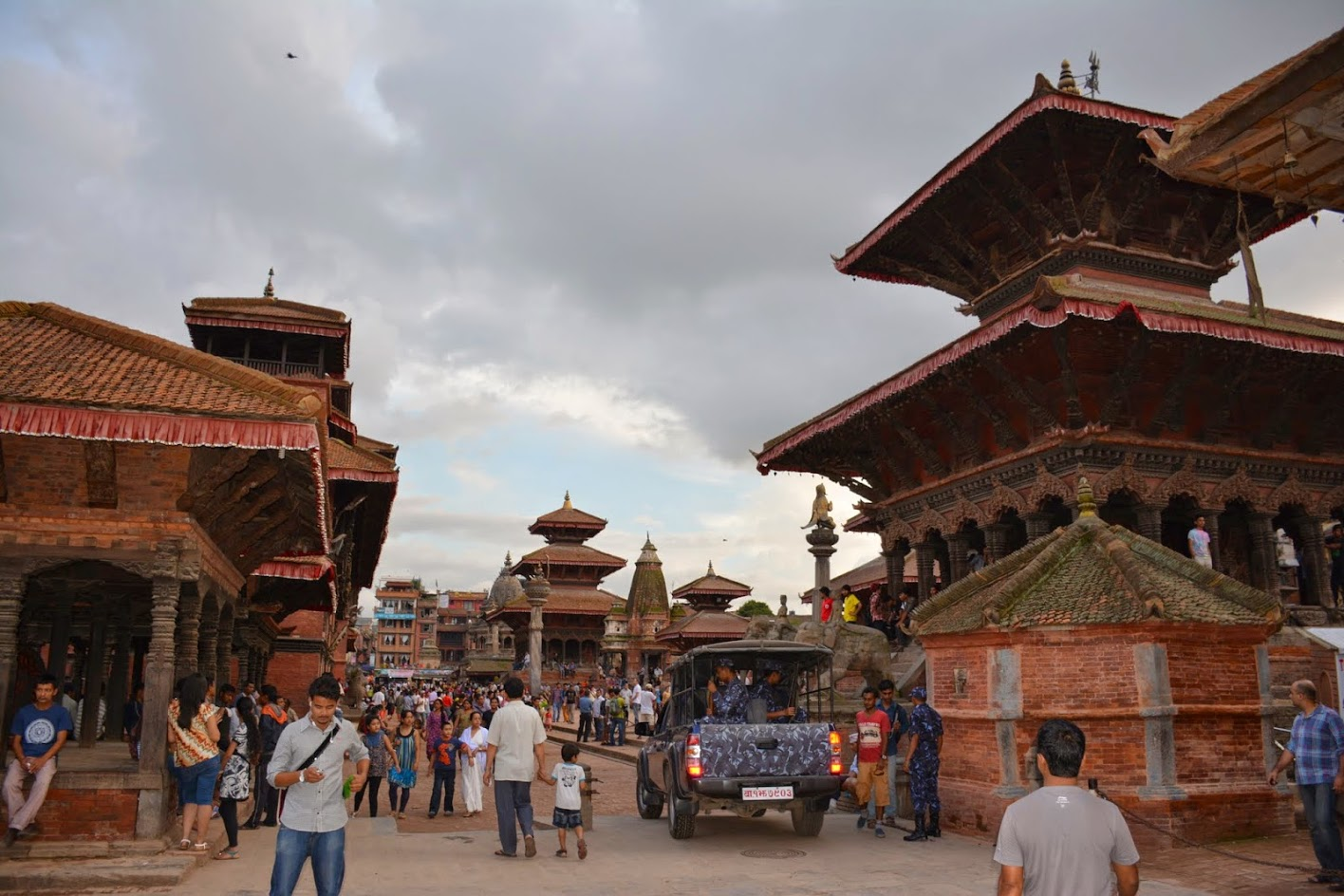
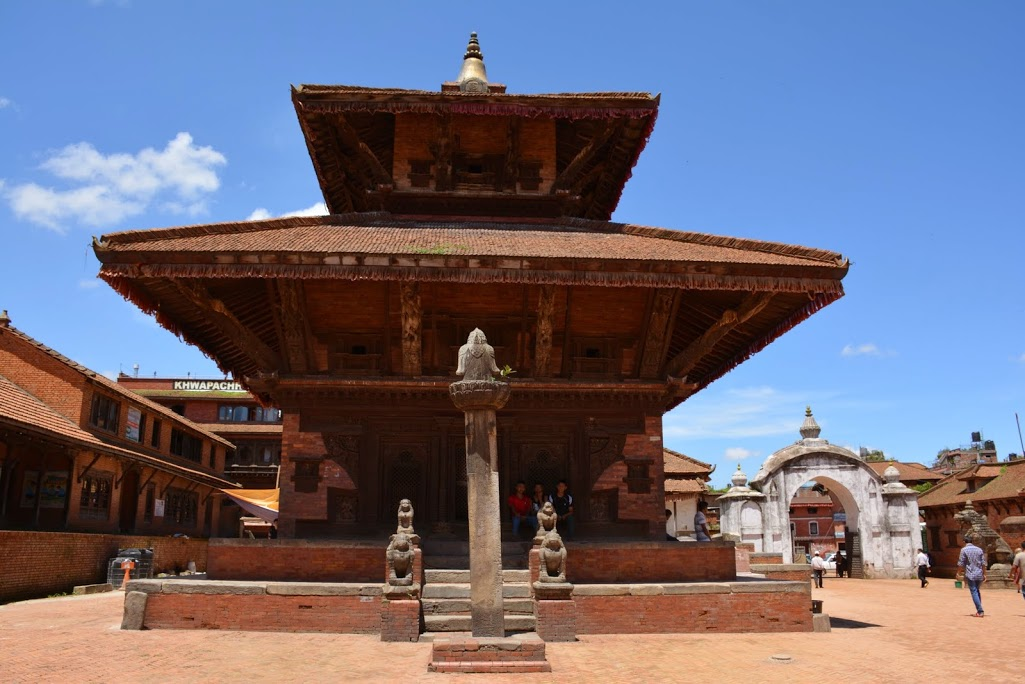
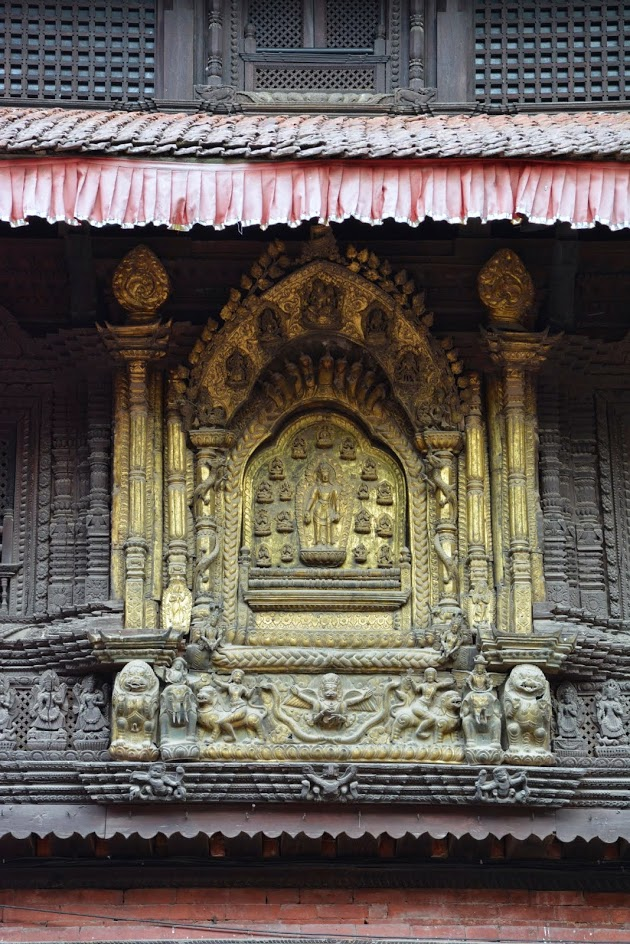
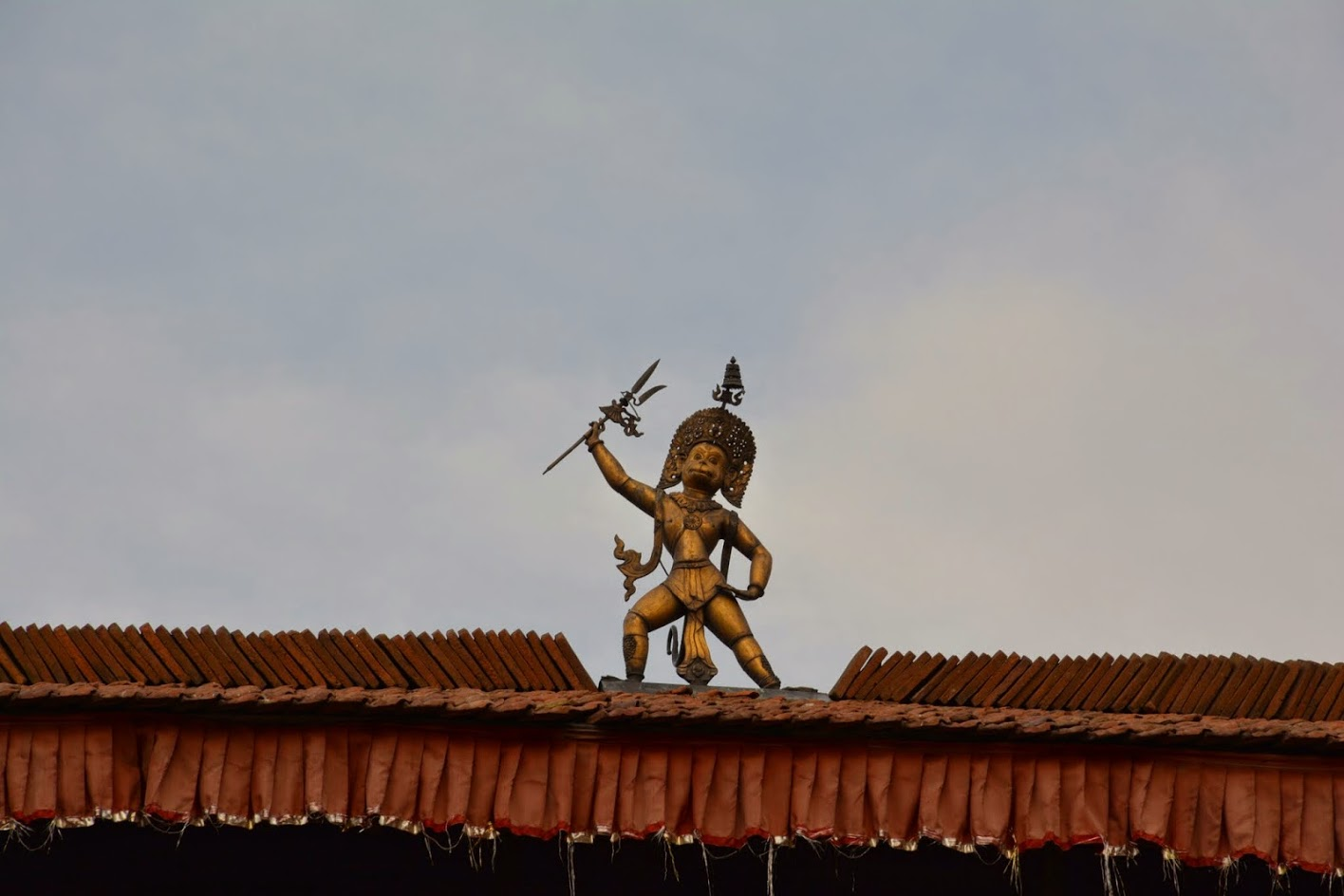
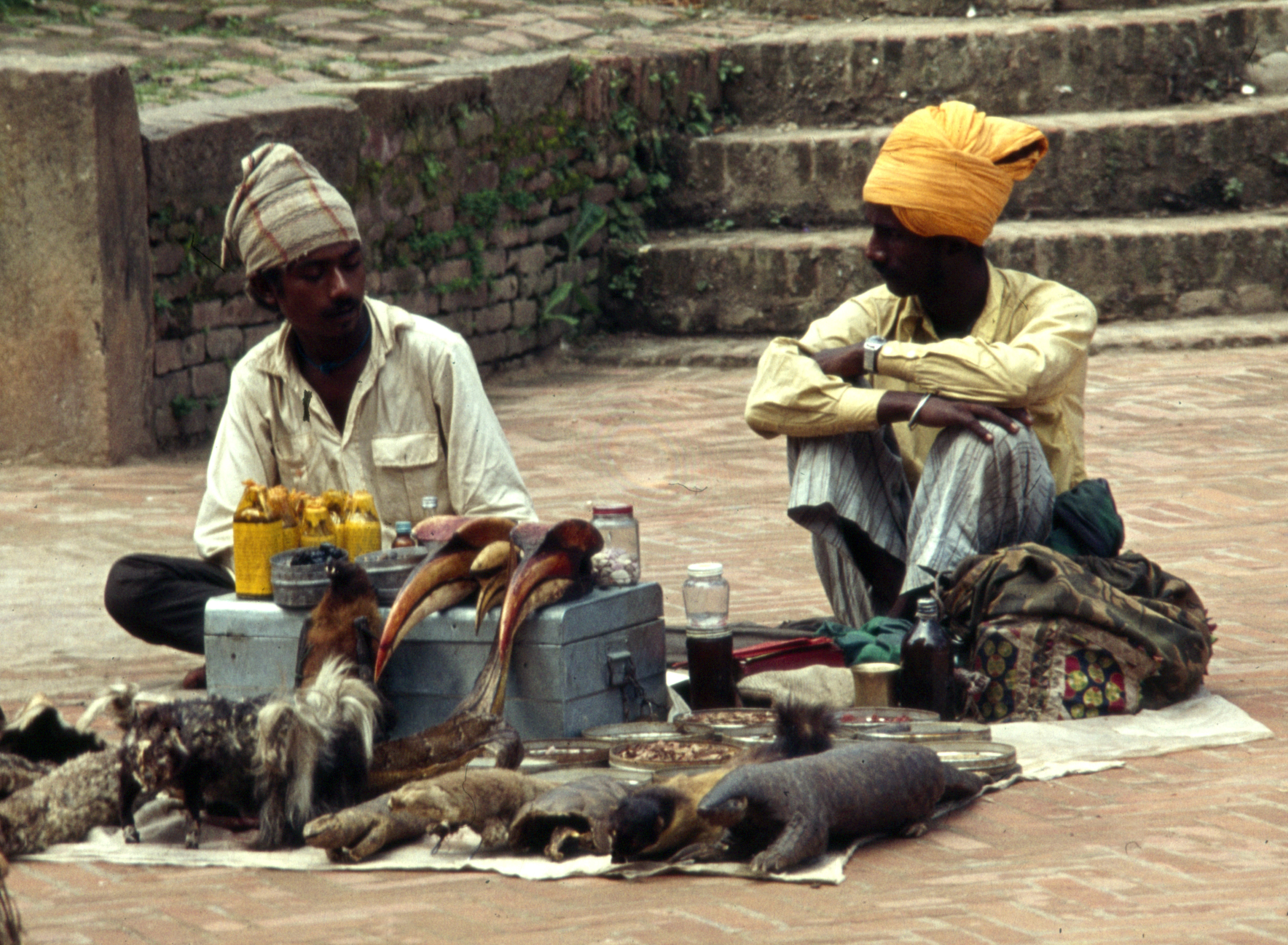
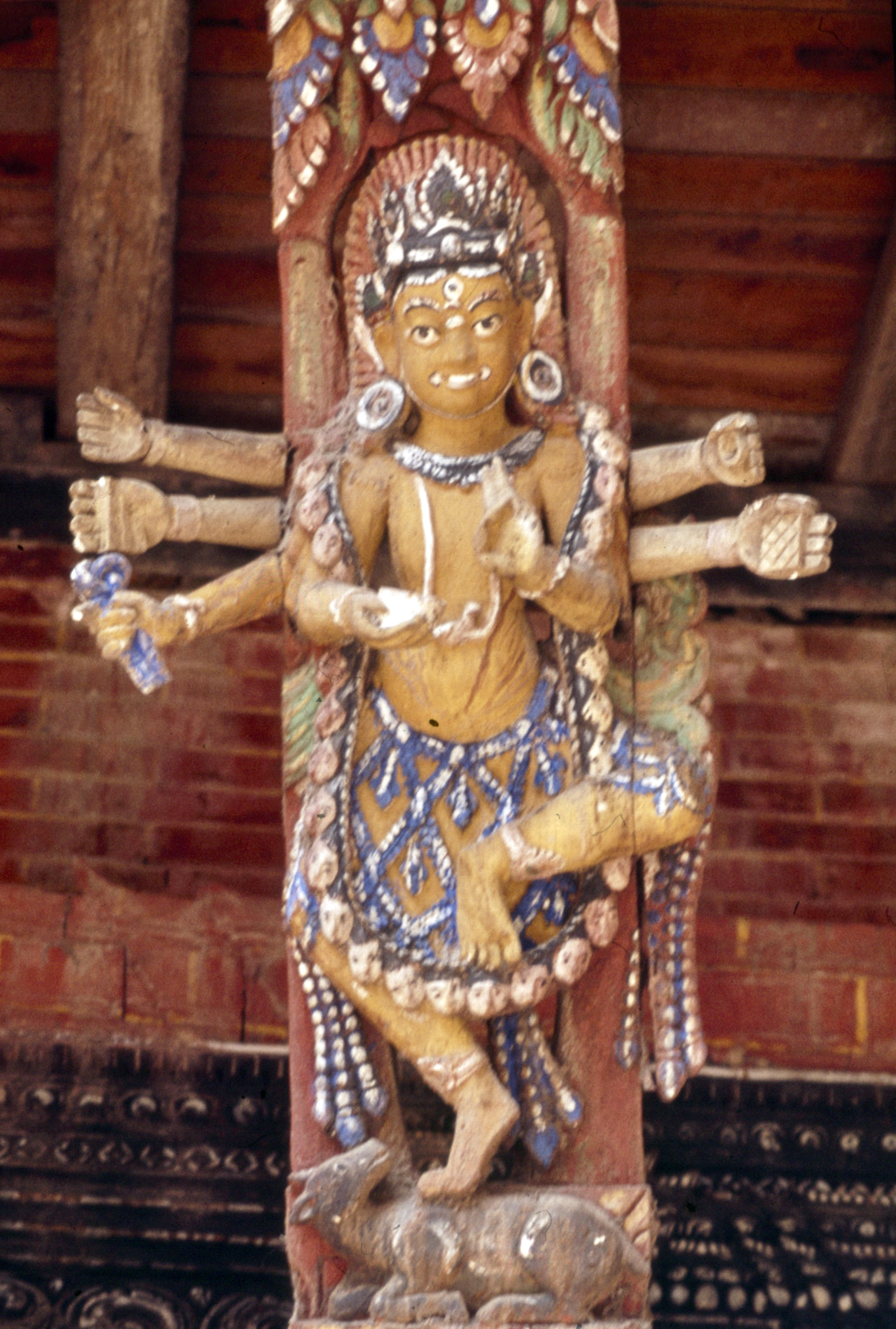
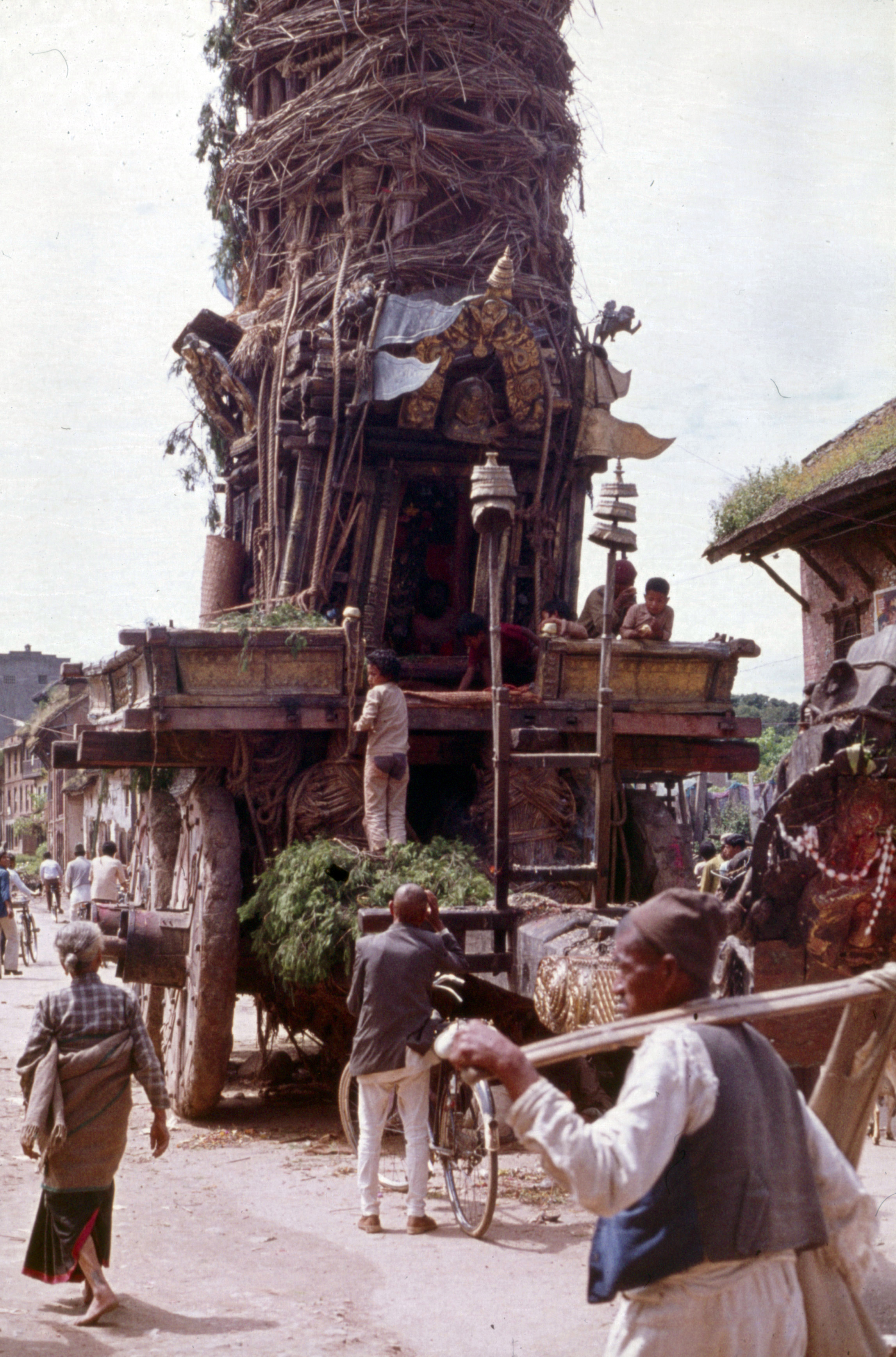

## Землетрясение 2015 года
Лалитпур сильно пострадал во время землетрясения 2015 года, многие архитектурные памятники площади Дурбар были разрушены.